# Vincenc Morstadt
Vincenc Morstadt (17. dubna 1802 Kolín – 19. února 1875 Praha - Malá Strana) byl český malíř a kreslíř; především krajinář, vedutista, autor řady grafických listů i alb. Na Hradčanech v Praze 6 je na jeho počest nazvána ulice Morstadtova.

## Život
Pocházel z původem německé rodiny. Jeho děd přišel z Bádenska, v Kolíně se oženil a po službě ranhojiče a vojenského chirurga tereziánské armády se tam usadil. Vincenc v jedenácti letech přišel do Prahy studovat na novoměstském piaristickém gymnáziu. Pokračoval studiem na Právnické fakultě Univerzity Karlovy. Jako absolvent v letech 1834-1850 působil u krajského soudu v Lokti, odkud pocházejí jeho nejstarší grafické pohledy kraje z Lokte, Karlových Varů a okolí, např. Svatošských skal na Ohři. V úřednické dráze pokračoval u soudů v Trutnově a v Hradci Králové, dožil v Praze, kde má desku v Tomášské ul. na Malé Straně. Udržoval styky s F. Palackým, V. V. Tomkem a jinými předními vlastenci. V ulicích Prahy skicoval ještě krátce před skonem.

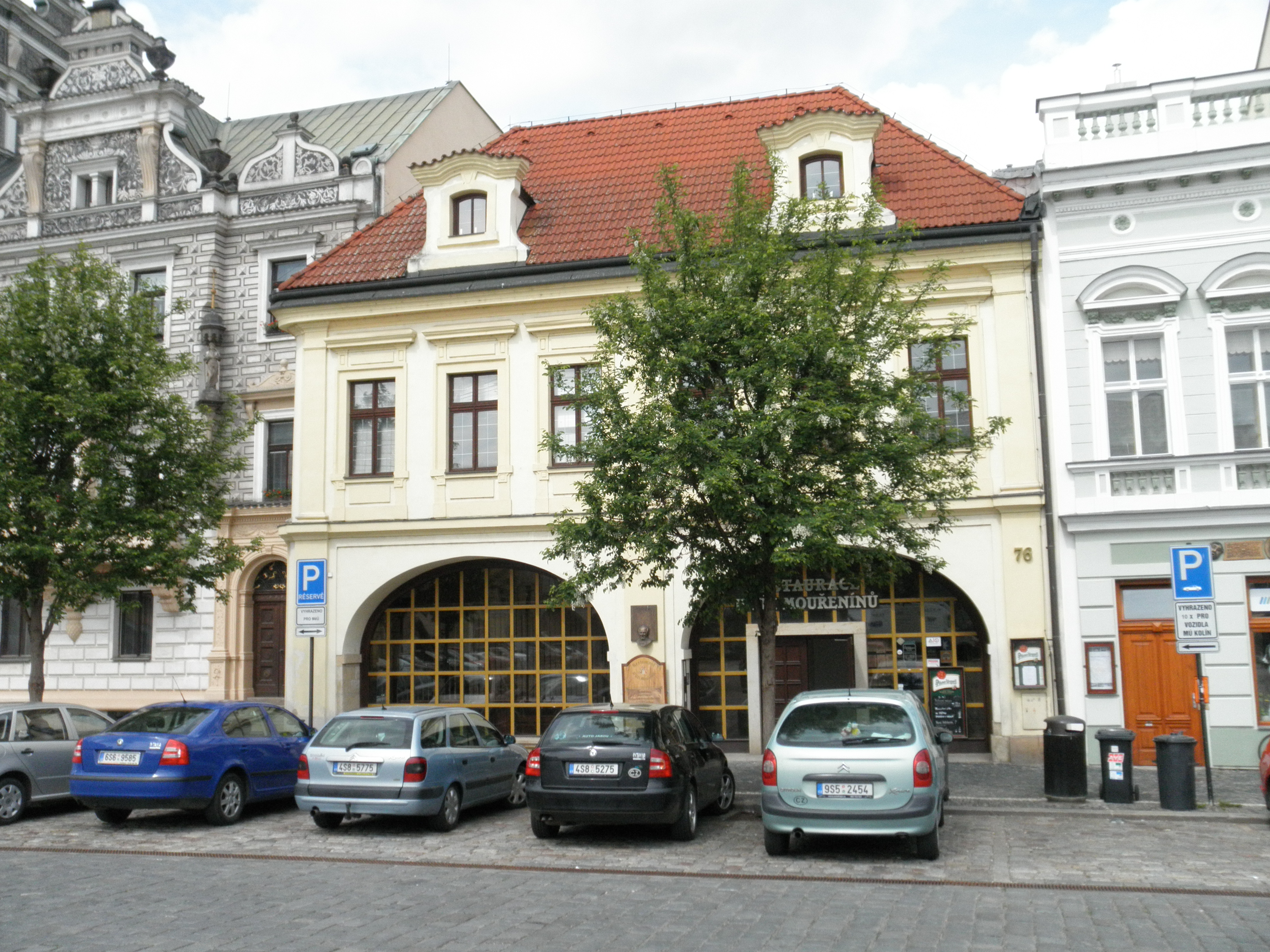
Rodný dům Vincence Morstadta v Kolíně "U Tří mouřenínů", Karlovo náměstí 76.
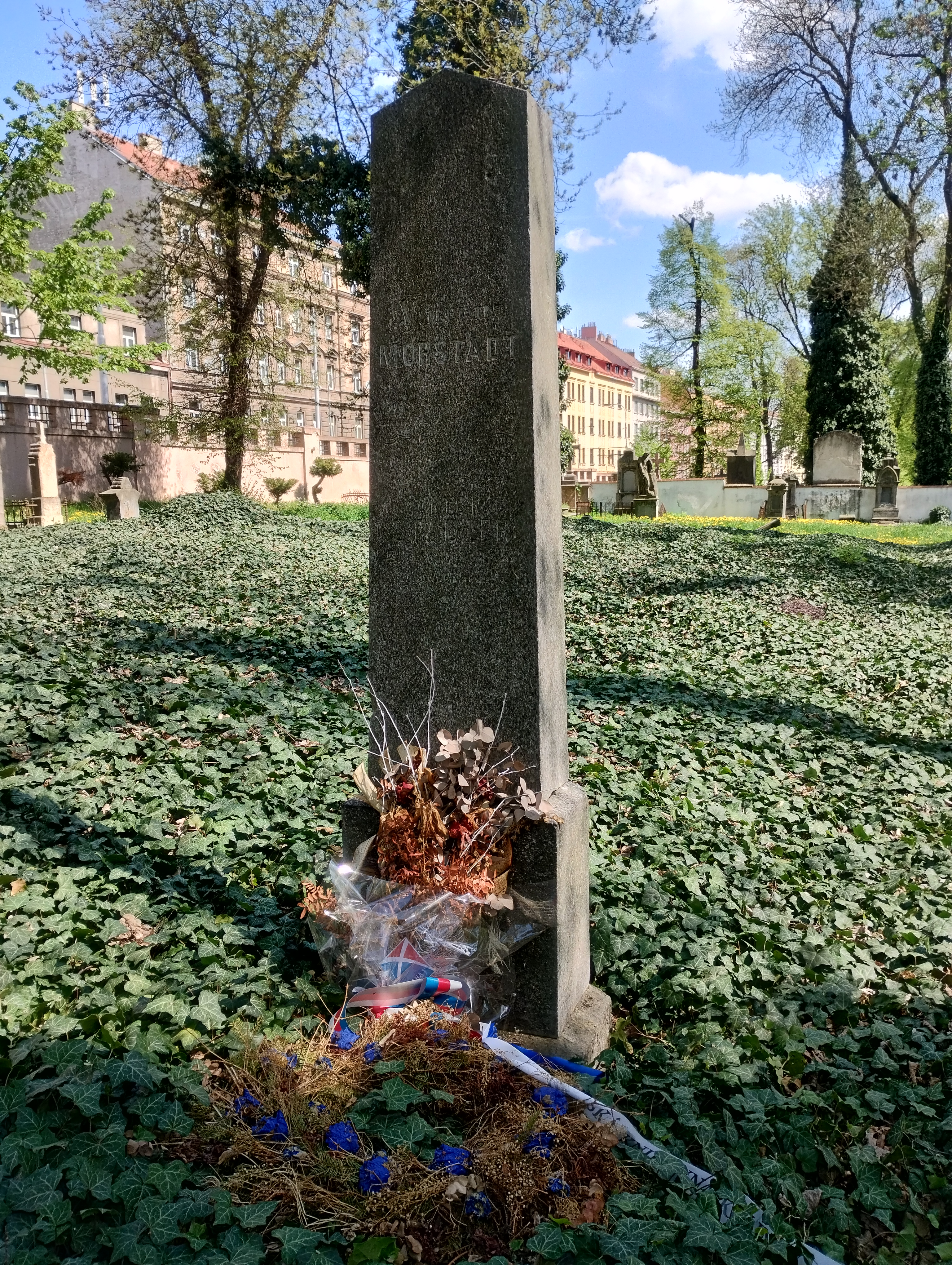
Hrob na Malostranském hřbitově

## Umělecká tvorba
Byl specializovaný jako krajinář a vedutista - zachycoval především významné stavby, ulice a veřejná prostranství českých měst, rád je zaplňoval žánrovými figurkami měšťanů, řemeslníků či kupců.
Většina prací vznikla během jeho soudní praxe, původně jako kresby tužkou, které zpravidla přenechával k provedení technikou leptu a kolorování grafikům, nebo litografům. Postupně tyto grafické listy byly spojovány do alb.
Od roku 1867 se věnoval pouze malířství.

## Dílo (výběr)
- Pohled na hrad v Lokti
- Pohled na centrum Karlových Varů
- Křižovnické náměstí s celnicí a viničním sloupem sv. Václava
- Wimmerova kašna v Praze
- Můstek přes Jelení příkop do Chotkových sadů, 1825

## Galerie

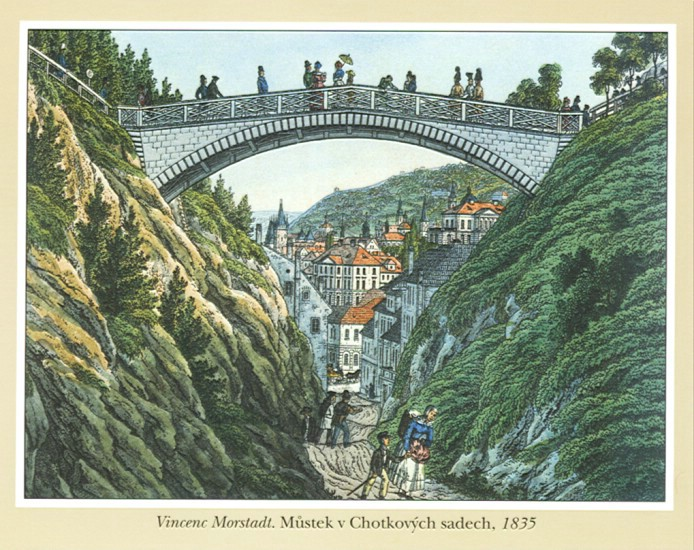
Vincenc Morstadt - Můstek v Chotkových sadech (1835)
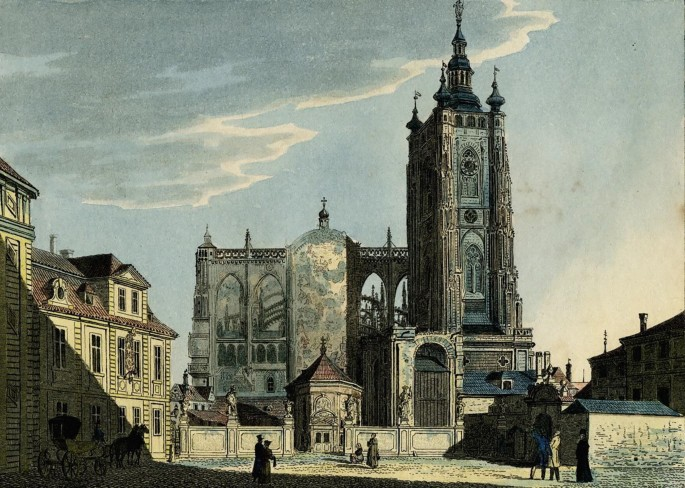
Vincenc Morstadt - Západní průčelí katedrály sv. Víta v Praze (1825)
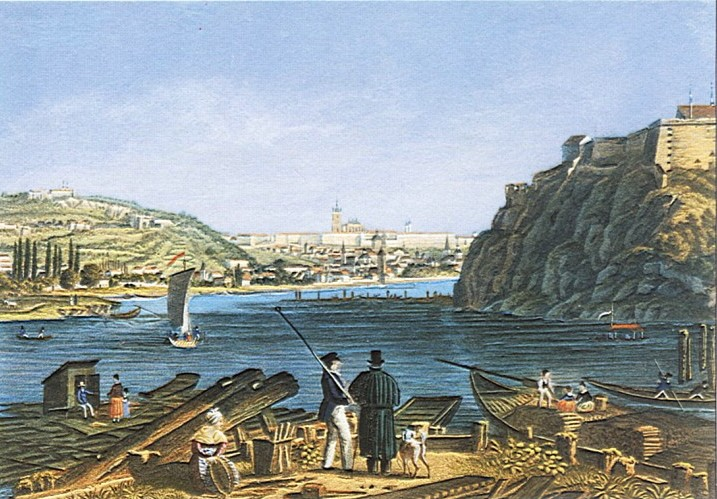
Vincenc Morstadt - Pohled od Vyšehradu k Pražskému hradu (1835)
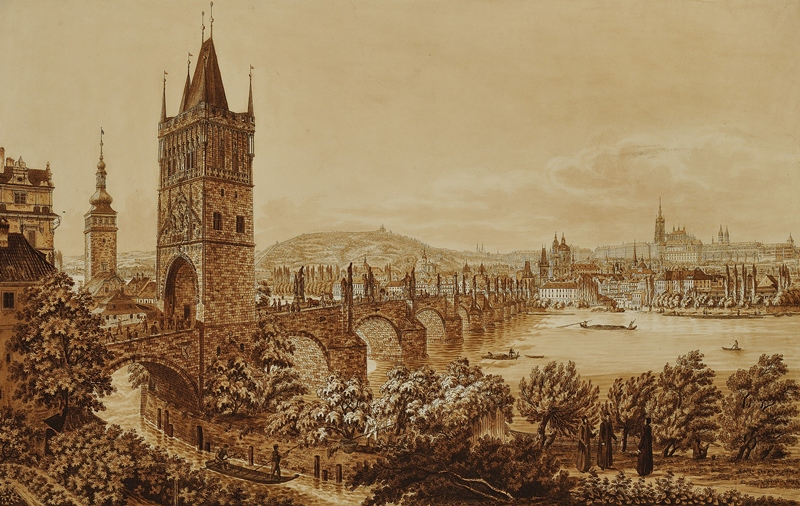
Vincenc Morstadt - Hradčany a Malá Strana od kláštera Křižovníků (1825)
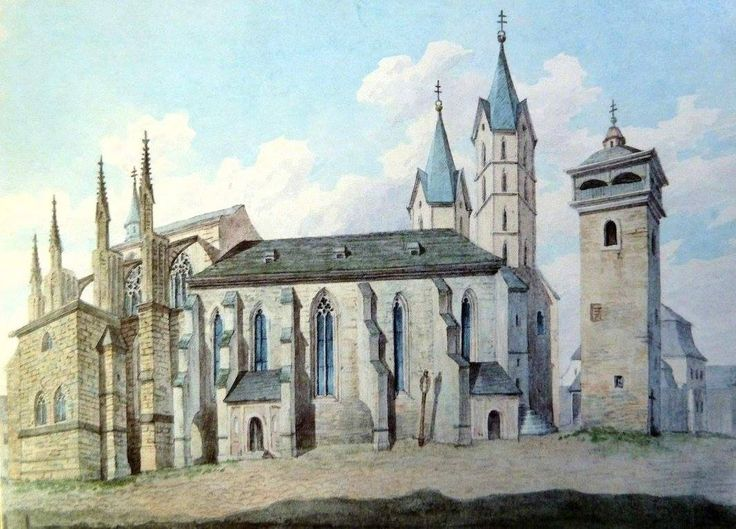
Vincenc Morstadt - Kolínský kostel z roku 1846
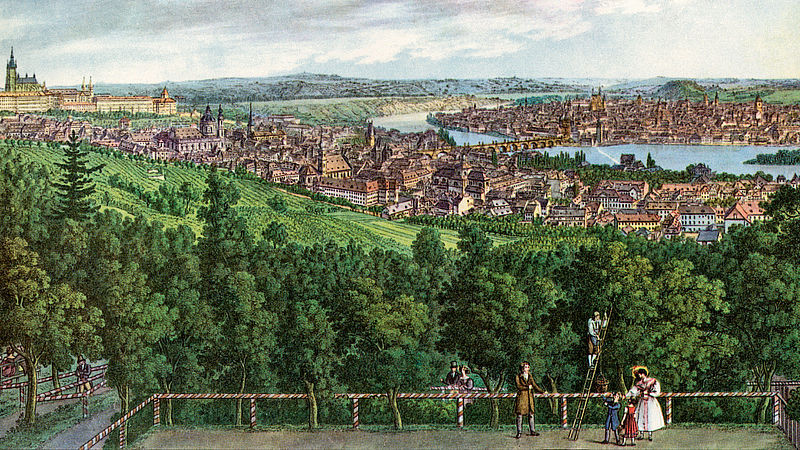
Vincenc Morstadt - Mírohorský rád kneippoval na Petříně (pohled na Petřín z Nebozízku) (1830)
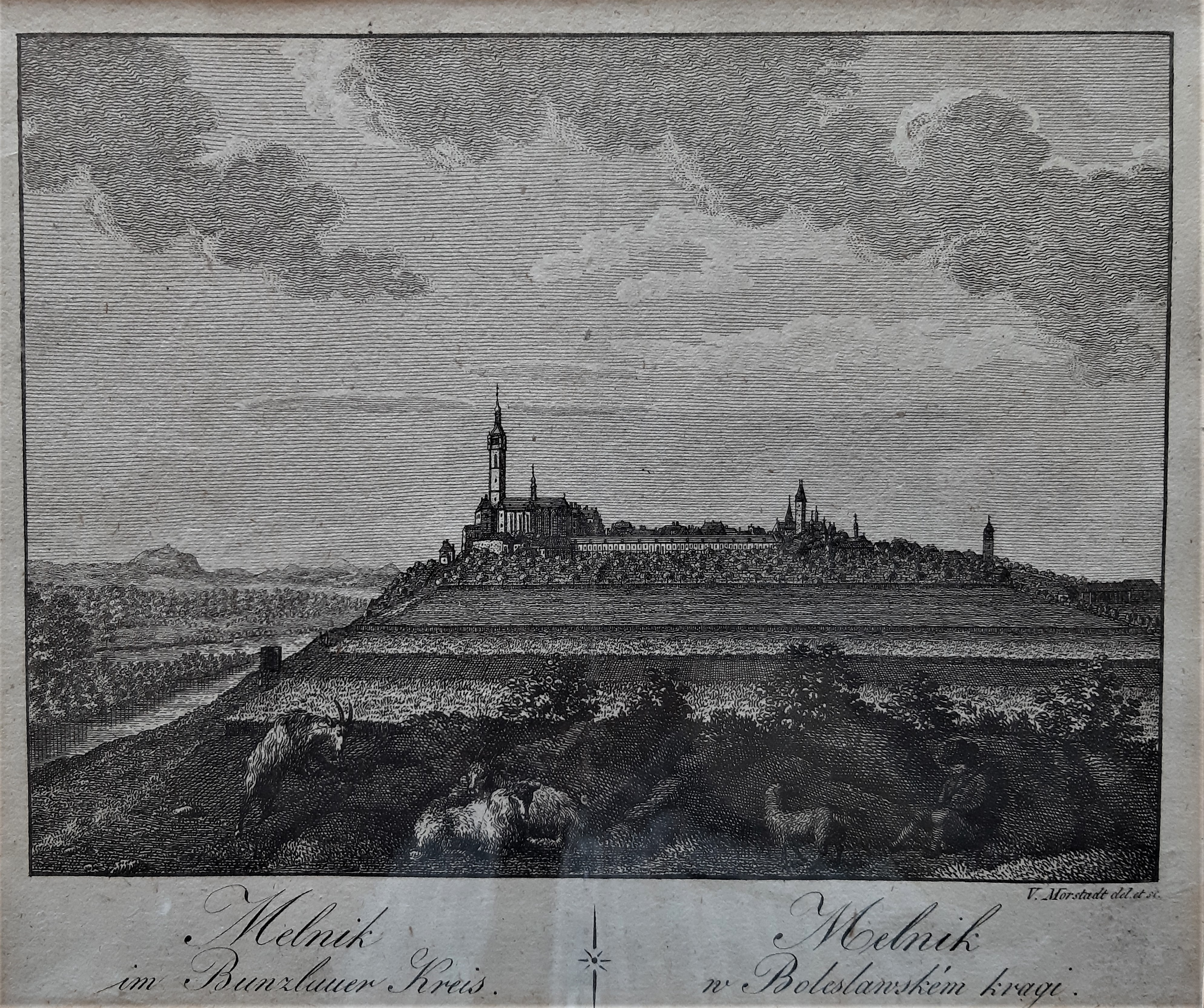
Vincenc Morstadt - Mělník